# Canehill
Canehill (noto anche come Cane Hill o Boonsboro ) è una comunità non incorporata nella Contea di Washington, situata in Arkansas, negli Stati Uniti d'America, .
La comunità si trova nei pressi dell'Altopiano di Ozark, alla periferia dell'area metropolitana dell'Arkansas nordoccidentale. Canehill è una delle comunità più antiche dello stato ed ospita diciassette elenchi del National Register of Historic Places (NRHP). Il College di Cane Hill iniziò ad operare nel 1834, e permise alla comunità di crescere rapidamente e svilupparsi come un importante centro di istruzione. Il college e la comunità hanno subito una perdita di rilevanza durante la guerra civile americana, essendo stati aggirati dalla ferrovia, che ha scelto un percorso attraverso Lincoln . Recentemente, sono stati intrapresi alcuni progetti di restauro e conservazione di molti edifici storici da parte di un'organizzazione senza scopo di lucro, Historic Cane Hill Inc.

## Geografia fisica
Canehill sorge trova a 403 metri sul livello del mare. Canehill si trova lungo l'Arkansas Highway 45, a circa 40 Km (25 miglia) a sud-ovest di Fayetteville e 9,7 Km (6 miglia) ad est del confine con l'Oklahoma.

## Storia

### Collegio di Cane Hill
Nel 1834, la Chiesa Presbiteriana di Cumberland fondò il primo istituto di apprendimento collegiale in Arkansas, denominato Cane Hill School, per un rilievo geologico vicino. L'attuale ufficio postale è stato aperto nel 1839 ed era originariamente senza nome. Nel 1843 fu chiamato Boonsboro e la città mantenne questo nome anche durante la guerra civile americana.

### Guerra civile americana

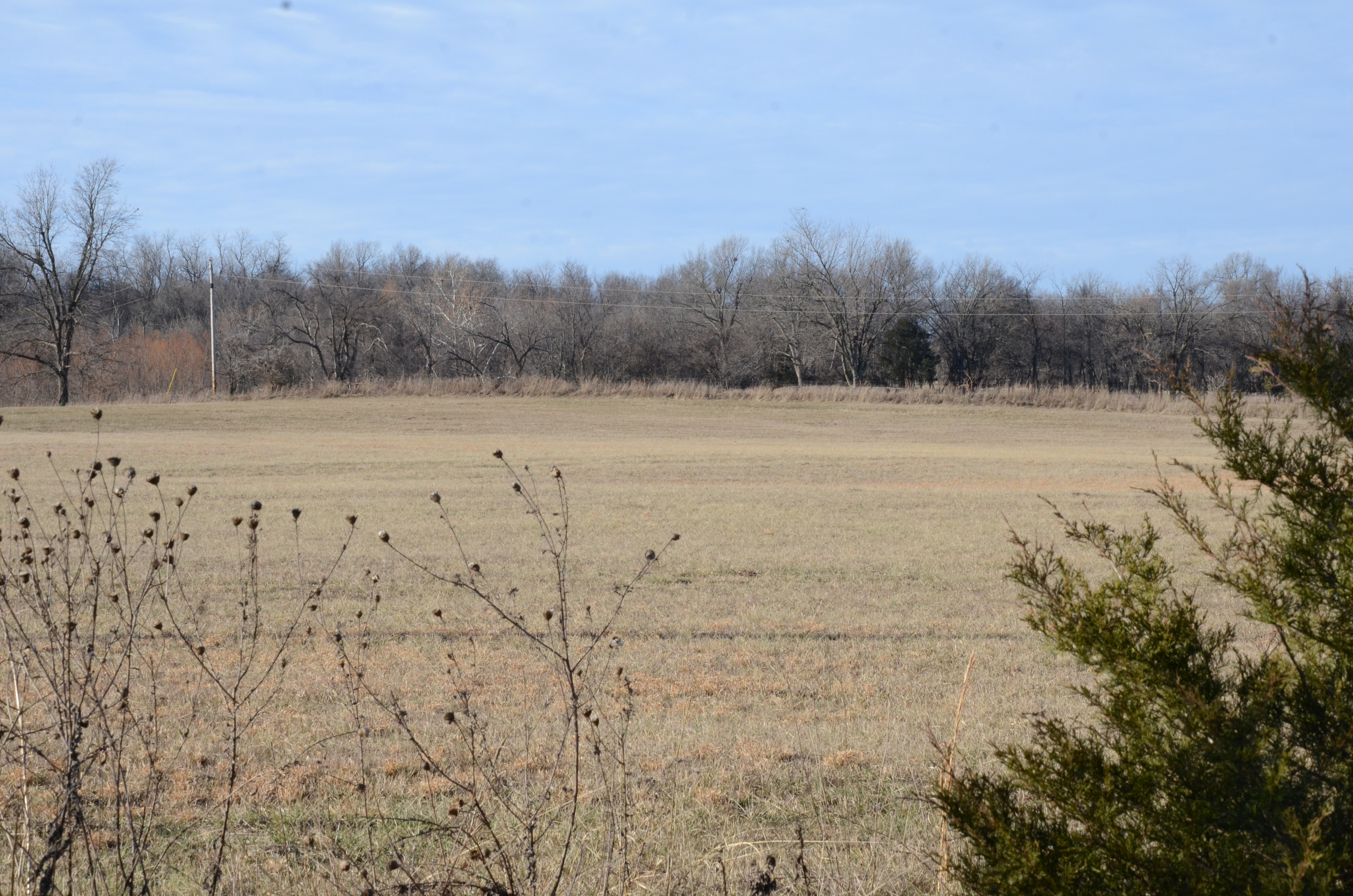
Il campo di battaglia di Cane Hill, oggi registrato al NRHP

Nell'anno 1862 in questa località si svolse la battaglia di Cane Hill.

### Anni postbellici e declino

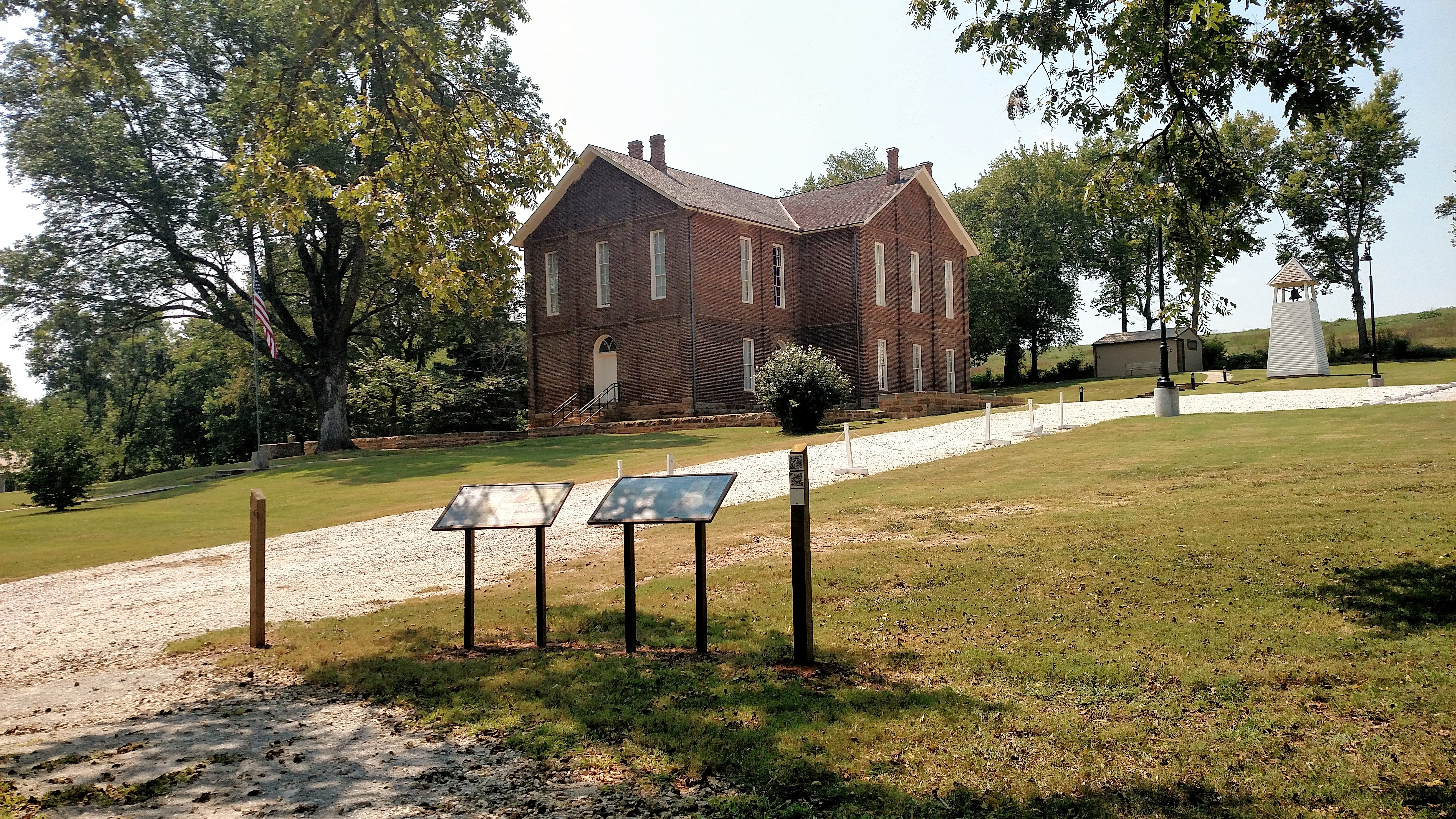
Oggi rimane un solo edificio del Cane Hill College.

Nel 1897, la Chiesa Presbiteriana di Cumberland considerava il College di Cane Hill come un punto di partenza per il loro college "statale". Tuttavia, a causa della vicina concorrenza dell'Arkansas Industrial University, del declino di Cane Hill come centro abitato e della sua posizione remota, il Sinodo decise di aprire l'Arkansas Cumberland College a Clarksville, sempre in Arkansas, adottando quindi una posizione più centralizzata. Nel 1891, il Cane Hill College chiuse definitivamente i battenti. Nel 1901 il nome della comunità fu cambiato in quello attuale, Canehill.

## Società
Prendendo in considerazione l'ultimo censimento del 2000, la popolazione locale risulta essere di 847 abitanti.

## Cultura

### Istruzione
La comunità è servita dal Lincoln Consolidated School District. La Lincoln High School è la sua unica scuola superiore.

## Economia
I primi coloni furono attratti nell'area dalle sorgenti naturali, che venivano utilizzate nelle operazioni agricole. La comunità fungeva da stazione commerciale e centro regionale per i frutteti di mele per vendere i raccolti ai mercanti di Fort Smith . La gente del posto produceva e vendeva anche il sorgo, una tradizione che continua ancora oggi in occasione della festa annuale del raccolto.